# 坎塔區
11°27′56″S 76°37′29″W / 11.4655°S 76.6247°W
坎塔區（西班牙語：Distrito de Canta），是秘魯的一個區，位於該國中南部利馬大區的坎塔省，面積123.1平方公里，海拔高度2,819米，2005年該區人口3,196，人口密度每平方公里26人。